# OmniTone Records
OmniTone Records ist ein US-amerikanisches Jazz-Label.

## Geschichte des Labels
OmniTone wurde 1999 in Brooklyn von Frank Tafuri gegründet, der auch das Sublabel Tone Science leitet. Tafuri begann seine Karriere als Discjockey beim Radiosender WVXU in Cincinnati, wo er ab 1979 das wöchentliche Jazzprogramm Bop Connection vorstellte, das Jazzfestival Stone Valley Jazz Fest Inc mitbegründete und in den 1990er Jahren den Vertrieb der italienischen Label Black Saint und Soul Note für den US-Markt organisierte. Die erste Veröffentlichung auf seinem Label OmniTone war das Duoalbum The Willow des Pianisten Frank Kimbrough mit dem Vibraphonisten Joe Locke.
Auf Tafuris Label erschien seitdem unter anderem Musik von Michael Bisio, Bob Bowen, Cameron Brown, Baikida Carroll, Marty Ehrlich, John Hollenbeck, Ron Horton, Frank Kimbrough, Lee Konitz, Christof Knoche, Dave Liebman, Tony Malaby, Jim McNeely, John McNeil, Joe Morris, Oscar Noriega, Angelica Sanchez, Christophe Schweizer, Lynn Seaton, Steve Slagle, Tom Varner, Johnnie Valentino, Cuong Vu und Dan Willis sowie der Formationen Equal Interest (mit Myra Melford, Joseph Jarman und Leroy Jenkins), des Brooklyn Saxophone Quartet (unter anderem mit Rudresh Mahanthappa, Fred Ho und Sam Furnace), des M.O.B. Trio um Matt Wilson, der Formation Change of Time (mit Adam Kolker, John Hébert, Russ Lossing) und des String Trio of New York. Tafuri veröffentlichte auf dem Sublabel Tone Science Neue Improvisationsmusik von Russ Johnson und Mick Rossis Formation New Math.

## Auswahldiskographie
- 1999 – Marty Ehrlich's Traveler's Tales: Malinke's Dance
- 2000 – Jim McNeely: Group Therapy
- 2000 – Tom Varner: Second Communion
- 2003 – John Hollenbeck Orchestra: A Blessing[1]